# Lijst van christelijke feest- en gedenkdagen
Christelijke feest- en gedenkdagen zijn dagen waarop er feest wordt gevierd of iets wordt herdacht in het christendom. Sommige feest- en gedenkdagen vallen steeds op dezelfde datum (bijvoorbeeld Onbevlekte Ontvangenis op 8 december), maar andere zijn variabel omdat ze gebonden zijn aan de data van Kerstmis (Kerstkring) en Pasen (Paaskring) (bijvoorbeeld Pinksteren, op de zevende zondag na Pasen). Onder het lemma Kerkelijk jaar kan men hierover meer uitleg vinden.
- Advent (tussen 27 november en 3 december tot 24 december)
- Kerstmis (25 en 26 december)
- Driekoningen of Openbaring van de Heer (6 januari, maar wordt in de liturgie gevierd op de zondag na 1 januari als 6 januari op een weekdag valt)
- Vastentijd (variabele datum, 40 (46 incl. zondagen) dagen voor Pasen)
- Palmzondag (een week voor Pasen, tevens de laatste zondag van de vastentijd)
- Witte Donderdag (donderdag voor Pasen)
- Goede Vrijdag (vrijdag voor Pasen)
- Stille Zaterdag (dag na Goede Vrijdag)
- Carnaval
- Pasen (variabele datum tussen 22 maart en 25 april, zie : Paas- en Pinksterdatum) zondag na de eerste volle maan in de lente.
- Beloken Pasen (eerste zondag na Pasen)
- Hemelvaartsdag (de donderdag na de zesde paaszondag = 39 dagen na Pasen)
- Pinksteren (variabele datum, zevende zondag na paaszondag = 49 dagen na Pasen)
- Feest van de Heilige Drie-eenheid, zondag na Pinksteren

## Rooms-katholiek
De Rooms-Katholieke Kerk kent naast de gewone zondagen door het jaar, hoogfeesten, feesten, verplichte gedachtenissen en vrije gedachtenissen. Dit is in het protestantisme niet gebruikelijk, maar binnen de oosterse orthodoxie wel. Hieronder staan enkele katholieke feest- en gedenkdagen. Een vollediger overzicht vindt men bij de lemma's: heiligenkalender, hoogfeest en feest.
- Onbevlekte Ontvangenis (8 december)
- Feest van de Moeder Gods - Octaafdag van Kerstmis (1 januari)
- Maria-Lichtmis (2 februari)
- Heilige Jozef (19 maart)
- Aankondiging van de Heer/Maria Boodschap (25 maart - negen maanden, duur van de zwangerschap, voor Kerstmis)
- Doopsel van Jezus (zondag na Driekoningen, tenzij Driekoningen op 7 of 8 januari wordt gevierd, dan wordt het feest gevierd op de maandag die hierop volgt)
- Carnaval (de zondag, maandag en dinsdag die de vastentijd voorafgaan)
- Aswoensdag (46 dagen voor Pasen, is de woensdag na carnaval, begin van de vastentijd)
- Onze Heer Jezus Christus, Eeuwige Hogepriester (donderdag na Pinksteren)[1]
- Sacramentsdag (Corpus Christi, 2de donderdag of zondag na Pinksteren)
- Heilig Hart van Jezus (3de vrijdag na Pinksteren)
- Geboorte van de Heilige Johannes de Doper (24 juni - volgens Lucas was Elisabeth bij Maria Boodschap al een half jaar zwanger)
- Heilige Petrus en Paulus, apostelen (29 juni)
- Gedaanteverandering van de Heer (6 augustus)
- Maria-Tenhemelopneming (15 augustus)
- Maria-Geboorte (8 september)
- Kruisverheffing (14 september)
- Kerkwijdingsfeest van de eigen kerk (22 oktober, enkel voor de Belgische kerkprovincie en indien de historische verjaardag niet gevierd wordt).
- Kerkwijdingsfeest van de eigen kerk (25 oktober, enkel voor de Nederlandse kerkprovincie en indien de historische verjaardag niet gevierd wordt).
- Allerheiligen (1 november)
- Allerzielen (2 november)
- Kerkwijding Lateraanse Basiliek (9 november)
- Heilige Willibrordus (7 november, enkel in de Nederlandse kerkprovincie)
- Christus Koning (eind november, 34e en laatste zondag van het liturgisch jaar)

## Protestants
- Biddag en Dankdag voor Gewas en Arbeid
- Hervormingsdag (31 oktober)
- Eeuwigheidszondag (eind november, laatste zondag van het kerkelijk jaar)